# Ministère de la Santé (Danemark)
Pour les articles homonymes, voir Ministère de la Santé.
Le ministère de la Santé est un ministère danois qui supervise la politique sanitaire du pays. Il est dirigé par Sophie Løhde depuis le 15 décembre 2022.

## Historique
Entre 2001 et 2007 puis entre 2010 et 2011, le ministère de la Santé est rassemblé avec celui de l'Intérieur pour former le « ministère de l'Intérieur et de la Santé ». Entre 2009 et 2010, avec les portefeuilles de l'Intérieur et des Affaires sociales, il forme le « ministère du Bien-être social » (en plus de celui de l'Égalité des chances).

## Liste des ministres
| Nom | Nom                    | Gouvernement                         | Début du mandat   | Fin du mandat     |
| --- | ---------------------- | ------------------------------------ | ----------------- | ----------------- |
|     | Ester Larsen           | Schlüter III et IV                   | 4 décembre 1989   | 25 janvier 1993   |
|     | Torben Lund            | Nyrup Rasmussen I                    | 25 janvier 1993   | 27 septembre 1994 |
|     | Yvonne Herløv Andersen | Nyrup Rasmussen II                   | 27 septembre 1994 | 30 décembre 1996  |
|     | Birte Weiss            | Nyrup Rasmussen III                  | 30 décembre 1996  | 23 mars 1998      |
|     | Carsten Koch           | Nyrup Rasmussen IV                   | 23 mars 1998      | 23 février 2000   |
|     | Sonja Mikkelsen        | Nyrup Rasmussen IV                   | 23 février 2000   | 21 décembre 2001  |
|     | Arne Rolighed          | Nyrup Rasmussen IV                   | 21 décembre 2000  | 27 novembre 2001  |
|     | Lars Løkke Rasmussen   | Fogh Rasmussen I et II               | 27 novembre 2001  | 23 février 2010   |
|     | Jakob Axel Nielsen     | Fogh Rasmussen III Løkke Rasmussen I | 23 novembre 2007  | 23 février 2010   |
|     | Bertel Haarder         | Løkke Rasmussen I                    | 23 février 2010   | 3 octobre 2011    |
|     | Astrid Krag            | Thorning-Schmidt I                   | 3 octobre 2011    | 3 février 2014    |
|     | Nick Hækkerup          | Thorning-Schmidt II                  | 3 février 2014    | 28 juin 2015      |
|     | Sophie Løhde           | Løkke Rasmussen II                   | 28 juin 2015      | 28 novembre 2016  |
|     | Ellen Trane Nørby      | Løkke Rasmussen III                  | 28 novembre 2016  | 27 juin 2019      |
|     | Magnus Heunicke        | Frederiksen I                        | 27 juin 2019      | 15 décembre 2022  |
|     | Sophie Løhde           | Frederiksen II                       | 15 décembre 2022  | en cours          |